# Ravnur Hólmgarðsfari
Ravnur Hólmgarðsfari (10. Jahrhundert in Tunsberg, Norwegen; auch Ravn Holmgårdsfarer) war ein norwegischer Seefahrer und Händler, der in der Färingersaga erwähnt wird.
Hólmgarð war der nordische Name für Nowgorod, Hólmgarðsfari bedeutet also Nowgorodfahrer. Demnach war Ravnur ein Fernhändler zur Wikingerzeit. Dieser Bericht in der Färingersaga ist bedeutend für unser Bild der Wikingerzeit auf den Färöern, bezeugt er doch Handelsbeziehungen in dieser Zeit über diese räumliche Distanz. Die Färingersaga berichtet allerdings nicht, mit welchen Waren Ravnur damals handelte.
Ravnur kam im Sommer 970 nach Tórshavn, der Hauptstadt der Färöer. Dort bot ihm der Häuptling Tróndur í Gøtu seine beiden Ziehsöhne Sigmundur Brestisson und Tóri Beinersson (damals 9 beziehungsweise 11 Jahre alt) als Sklaven zum Kauf an. Ravnur wurde darauf aufmerksam, dass dies die beiden Kinder der Gebrüder Brestir und Beinir waren, die Tróndur zuvor ermorden ließ. Daher lehnte er, der Färingersaga zufolge, das Angebot dankend ab.
Als Tróndur ihm dann seinerseits Geld anbot, damit er die beiden Jungen bloß von den Färöern fortschaffen möge, schlug Ravnur ein. Er versprach, die beiden nach Norwegen zu bringen. Die Saga berichtet, dass er sie vorzüglich behandelte und nach Vík in Südostnorwegen brachte, wo sie den Winter über bei ihm wohnten.
| Personendaten    | Personendaten                        |
| ---------------- | ------------------------------------ |
| NAME             | Ravnur Hólmgarðsfari                 |
| KURZBESCHREIBUNG | norwegischer Seefahrer und Händler   |
| GEBURTSDATUM     | vor 970                              |
| GEBURTSORT       | Tønsberg                             |
| STERBEDATUM      | 10. Jahrhundert oder 11. Jahrhundert |